# La Merlatière
 La Merlatière  es una población y comuna francesa, en la región de Países del Loira, departamento de Vendée, en el distrito de La Roche-sur-Yon y cantón de Les Essarts.

## Demografía
| 575 | 529 | 513 | 597 | 603 | 646 |
| Para los censos de 1962 a 1999 la población legal corresponde a la población sin duplicidades (Fuente: INSEE [Consultar]) |     |     |     |     |     |